# Luiz Carvalho
Luiz Francisco Teixeira de Carvalho (São Paulo, 22 de março de 1962) é um nadador brasileiro, que participou de uma edição dos Jogos Olímpicos pelo Brasil.
Formado em engenharia eletrônica, fez pós-graduação na Fundação Getulio Vargas e mestrado em administração na Universidade da Califórnia em Los Angeles. Reside hoje na cidade de Nova York, nos Estados Unidos.

## Trajetória esportiva
Aos dez anos, Luiz Francisco sofria de bronquite e começou a nadar por recomendação médica, no Esporte Clube Pinheiros; aos 12 anos foi campeão brasileiro e sul-americano na categoria júnior. Nadou pelo Pinheiros e pelo seleção brasileira de 1975 a 1986. 
Participou dos Jogos Pan-Americanos de 1979, em San Juan, onde terminou em quarto lugar nos 4x100 metros medley, batendo o recorde sul-americano; oitavo nos 200 metros peito, e nono nos 100 metros peito.
Na Universíade de 1981, em Bucareste, ganhou uma medalha de bronze nos 4x100 metros medley. Também nadou nos 100 metros peito e nos 200 metros peito.
Participou no Campeonato Mundial de Esportes Aquáticos de 1982 em Guayaquil, onde ficou em oitavo lugar na final dos 4x100 metros medley, 15º nos 200 metros peito, e 16º nos 100 metros peito.  Luiz Francisco Carvalho quebrou o mais antigo recorde brasileiro, que era de José Sylvio Fiolo desde 1972, nos 100 metros peito, com um tempo de 1m05s77, e foi para as semifinais da competição. No revezamento 4×100 metros medley também foi finalista com novo recorde sul-americano. As condições foram adversas no Equador; Ricardo Prado deu uma declaração a um jornal brasileiro contando a situação: "O hotel onde nos hospedamos não era bom. Ele ficava em frente à rodoviária de Guayaquil. Eu consegui chegar à final dos 200 metros medley, mas eu fiquei fraco porque a comida era terrível, e depois não consegui mais bons resultados na competição". Prado desembarcou no Brasil com o ouro no pescoço e um grande micose na barriga. Djan Madruga teve pior sorte: ele contraiu febre tifóide.
Na Universíade de 1983, em Edmonton, terminou em oitavo lugar nos 100 metros peito.
Participou dos Jogos Pan-Americanos de 1983 em Caracas, onde terminou em quinto lugar nos 100 metros peito e nos 200 metros peito, e quarto lugar nos 4x100m medley, onde o revezamento bateu o recorde brasileiro.
Nos Jogos Olímpicos de 1984, em Los Angeles, terminou em 12º lugar nos 4x100 metros medley, 24º nos 100 metros peito, e sofreu desclassificação nos 200 metros peito.
Participou da Universíade de 1985 em Kobe.
No Campeonato Mundial de Esportes Aquáticos de 1986, em Madri, ficou em 32º lugar nos 200 metros peito, e foi desclassificado nos 100 metros peito. 
Encerrou a carreira de atleta aos 24 anos. Durante a seu carreira, ganhou vários campeonatos brasileiros e sul-americanos, batendo recordes de José Sylvio Fiolo nos 100 metros peito e de Sérgio Pinto Ribeiro nos 200 metros peito.